# Стари Бодрог
Стари Бодрог (рум. Bodrogu Vechi) је насеље града Печка, жупанија Арад у Румунији. Налази се на надморској висини од 96 м.

## Становништво
Према попису из 2002. године у насељу је живело 13 становника, од којих је 92,3% румунске националности.